# Ferganoceratodus

Ferganoceratodus är ett släkte av förhistoriska Lungfiskar som levde under jura- och kritaperioderna. 